# 재채기 대마왕
《재채기 대마왕》(일본어: ハクション大魔王 하쿠숀 다이마오[*])는 일본의 다쓰노코 프로덕션이 제작한 애니메이션이다.

## 줄거리
어느 날 꽁이는 방 청소를 하다, 호리병 하나를 얻게 된다. 신기한 일은 바로, 호리병 앞에서 재채기를 하면 재채기 대마왕이 홀연히 나와, 자신을 불러낸 사람의 소원을 이뤄준다는데, 재채기 대마왕과 꽁이의 본격 소원성취 프로젝트가 시작된다!

## 우리말 녹음 목소리 출연

### 구방영(투니버스, 1판)
- 이장원: 재채기 대마왕
- 정선혜: 맹꽁이
- 채의진: 엄마
- 김영찬: 불코
- 김현지: 하푸미
- 김기흥: 아빠
- 현경수: 불코 주인
- 박성태: 심통이
- 임윤선: 선인장
- 김채하: 송사리
- 손종환: 소대장
- 시영준: 두목
- 신용우: 교장
- 이소은: 주리
- 김보영: 주리 엄마
- 이계윤: 대마왕 엄마
- 정유미: 딸꾹질 선생
- 정혜원: 민지
- 방연지: 귀동
- 한신: 운전 기사
- 여윤미: 담임

### 신방영(대원방송, 2020)
- 최낙윤: 재채기 대마왕
- 이다은: 강나루
- 이재현: 하푸미
- 장서화: 뿌붕이
- 김예림: 마현우
- 김윤채: 나초롱, 나루 엄마(양미란)
- 비주언: 왕만보, 불냥이
- 최현수: 마법 양탄자, 사장, 장
- 임채빈: 강지루, 불도기, 장두팔, 코반
- 정의택: 그럼 아저씨, 권튼튼, 바우와우
- 이주승: 쌈지 주머니, 나루 아빠, BJ철팬, 사회자, 장수조, 부르봉, 이대웅, 도야근 PD, 부르봉
- 성예원: 금은동
- 이은조: 한별이, 여 교육관